# Emerson, Lake and Palmer/Diskografie
Diese Diskografie ist eine Übersicht über die musikalischen Werke der britischen Progressive-Rock-Band Emerson, Lake and Palmer. Den Schallplattenauszeichnungen zufolge hat sie bisher mehr als 5,4 Millionen Tonträger verkauft, davon alleine in ihrer Heimat über 820.000. Ihre erfolgreichste Veröffentlichung ist das Album Volume I mit über 650.000 verkauften Einheiten.

## Alben

### Studioalben
| Jahr | Titel                  | Höchstplatzierung, Gesamtwochen, AuszeichnungChartplatzierungen (Jahr, Titel, Platzierungen, Wochen, Auszeichnungen, Anmerkungen) | Höchstplatzierung, Gesamtwochen, AuszeichnungChartplatzierungen (Jahr, Titel, Platzierungen, Wochen, Auszeichnungen, Anmerkungen) | Höchstplatzierung, Gesamtwochen, AuszeichnungChartplatzierungen (Jahr, Titel, Platzierungen, Wochen, Auszeichnungen, Anmerkungen) | Höchstplatzierung, Gesamtwochen, AuszeichnungChartplatzierungen (Jahr, Titel, Platzierungen, Wochen, Auszeichnungen, Anmerkungen) | Höchstplatzierung, Gesamtwochen, AuszeichnungChartplatzierungen (Jahr, Titel, Platzierungen, Wochen, Auszeichnungen, Anmerkungen) | Anmerkungen                                                     |
| Jahr | Titel                  | DE | AT | CH | UK | US | Anmerkungen                                                     |
| ---- | ---------------------- | --- | --- | --- | --- | --- | --------------------------------------------------------------- |
| 1970 | Emerson, Lake & Palmer | DE7 (32 Wo.)DE | — | — | UK4 (28 Wo.)UK | US18 Gold · (42 Wo.)US | Erstveröffentlichung: 20. November 1970                         |
| 1971 | Tarkus                 | DE4 (28 Wo.)DE | — | — | UK1 (18 Wo.)UK | US9 Gold · (26 Wo.)US | Erstveröffentlichung: 14. Juni 1971                             |
| 1972 | Trilogy                | DE6 (24 Wo.)DE | — | — | UK2 (29 Wo.)UK | US5 Gold · (37 Wo.)US | Erstveröffentlichung: 6. Juli 1972                              |
| 1973 | Brain Salad Surgery    | DE18 (24 Wo.)DE | AT5 (8 Wo.)AT | — | UK2 Gold · (18 Wo.)UK | US11 Gold · (47 Wo.)US | Erstveröffentlichung: 19. November 1973                         |
| 1977 | Works Volume I         | DE10 (14 Wo.)DE | AT11 (8 Wo.)AT | — | UK9 Gold · (25 Wo.)UK | US12 Gold · (26 Wo.)US | Erstveröffentlichung: 17. März 1973                             |
| 1977 | Works Volume II        | DE10 (14 Wo.)DE | AT11 (8 Wo.)AT | — | UK9 (25 Wo.)UK | US37 Gold · (14 Wo.)US | Erstveröffentlichung: 10. November 1973                         |
| 1978 | Love Beach             | — | — | — | UK48 Silber · (4 Wo.)UK | US55 Gold · (9 Wo.)US | Erstveröffentlichung: 18. November 1978                         |
| 1992 | Black Moon             | DE45 (10 Wo.)DE | — | CH23 (1 Wo.)CH | — | US78 (4 Wo.)US | Erstveröffentlichung: Mai 1992                                  |
| 1994 | In the Hot Seat        | — | — | — | — | — | Erstveröffentlichung: 27. September 1994 Letztes Album der Band |

grau schraffiert: keine Chartdaten aus diesem Jahr verfügbar

### Livealben
| Jahr | Titel                                                                                              | Höchstplatzierung, Gesamtwochen, AuszeichnungChartplatzierungen (Jahr, Titel, Platzierungen, Wochen, Auszeichnungen, Anmerkungen) | Höchstplatzierung, Gesamtwochen, AuszeichnungChartplatzierungen (Jahr, Titel, Platzierungen, Wochen, Auszeichnungen, Anmerkungen) | Höchstplatzierung, Gesamtwochen, AuszeichnungChartplatzierungen (Jahr, Titel, Platzierungen, Wochen, Auszeichnungen, Anmerkungen) | Höchstplatzierung, Gesamtwochen, AuszeichnungChartplatzierungen (Jahr, Titel, Platzierungen, Wochen, Auszeichnungen, Anmerkungen) | Höchstplatzierung, Gesamtwochen, AuszeichnungChartplatzierungen (Jahr, Titel, Platzierungen, Wochen, Auszeichnungen, Anmerkungen) | Anmerkungen                             |
| Jahr | Titel                                                                                              | DE | AT | CH | UK | US | Anmerkungen                             |
| ---- | -------------------------------------------------------------------------------------------------- | --- | --- | --- | --- | --- | --------------------------------------- |
| 1971 | Pictures at an Exhibition                                                                          | DE9 (32 Wo.)DE | — | — | UK3 Silber · (5 Wo.)UK | US10 Gold · (23 Wo.)US | Erstveröffentlichung: November 1971     |
| 1974 | Welcome Back My Friends to the Show That Never Ends … Ladies and Gentlemen, Emerson, Lake & Palmer | DE26 (12 Wo.)DE | AT2 (12 Wo.)AT | — | UK6 (5 Wo.)UK | US4 Gold · (24 Wo.)US | Erstveröffentlichung: 19. August 1974   |
| 1979 | Emerson, Lake & Palmer in Concert                                                                  | — | — | — | — | US73 (10 Wo.)US | Erstveröffentlichung: 16. November 1979 |
| 1993 | Live at the Royal Albert Hall                                                                      | DE92 (3 Wo.)DE | — | — | — | — | Erstveröffentlichung: Februar 1993      |

grau schraffiert: keine Chartdaten aus diesem Jahr verfügbar
Weitere Livealben
| - 1977: On Tour with Emerson, Lake & Palmer - 1993: Works Live - 1997: Live in Poland - 1997: King Biscuit Flower Hour (2 CDs) - 1998: Then & Now (2 CDs) - 2000: Live at the Isle of Wight Festival 1970 - 2001: Original Bootleg Series from the Manticore Vaults Vol. One (Box mit 7 CDs) - 2001: Original Bootleg Series from the Manticore Vaults Vol. Two (Box mit 8 CDs) - 2002: Original Bootleg Series from the Manticore Vaults Vol. Three (Box mit 5 CDs) - 2001: The Show That Never Ends (2 CDs) - 2002: Live | - 2002: Fanfare – The 1997 World Tour - 2003: Fanfare: The Best of Emerson Lake & Palmer – Live - 2003: From the Front Row … Live! - 2006: Original Bootleg Series from the Manticore Vaults Vol. Four (Box mit 8 CDs) - 2010: High Voltage Festival - 2010: A Time and a Place (Box mit 4 CDs) - 2011: Live at the Mar Y Sol Festival ’72 - 2011: Live at Nassau Coliseum ’78 - 2012: Live in California 1974 - 2013: Live in Montreal 1977 (2 CDs) |

### Kompilationen
| Jahr | Titel                               | Höchstplatzierung, Gesamtwochen, AuszeichnungChartplatzierungen (Jahr, Titel, Platzierungen, Wochen, Auszeichnungen, Anmerkungen) | Höchstplatzierung, Gesamtwochen, AuszeichnungChartplatzierungen (Jahr, Titel, Platzierungen, Wochen, Auszeichnungen, Anmerkungen) | Höchstplatzierung, Gesamtwochen, AuszeichnungChartplatzierungen (Jahr, Titel, Platzierungen, Wochen, Auszeichnungen, Anmerkungen) | Höchstplatzierung, Gesamtwochen, AuszeichnungChartplatzierungen (Jahr, Titel, Platzierungen, Wochen, Auszeichnungen, Anmerkungen) | Höchstplatzierung, Gesamtwochen, AuszeichnungChartplatzierungen (Jahr, Titel, Platzierungen, Wochen, Auszeichnungen, Anmerkungen) | Anmerkungen                         |
| Jahr | Titel                               | DE | AT | CH | UK | US | Anmerkungen                         |
| ---- | ----------------------------------- | --- | --- | --- | --- | --- | ----------------------------------- |
| 1980 | The Best of Emerson, Lake & Palmer  | — | — | — | UK— GoldUK | US108 (7 Wo.)US | Erstveröffentlichung: November 1980 |
| 2004 | The Ultimate Collection             | — | — | — | UK43 (4 Wo.)UK | — |                                     |
| 2021 | Out of This World: Live (1970–1997) | DE50 (1 Wo.)DE | — | — | — | — |                                     |

grau schraffiert: keine Chartdaten aus diesem Jahr verfügbar
Weitere Kompilationen
| - 1980: Emerson, Lake & Palmer - 1992: The Atlantic Years - 1993: The Return of the Manticore (Box mit 4 CDs) - 1994: The Best of Emerson, Lake & Palmer - 1994: Classic Rock Featuring „Lucky Man“ - 1995: I Believe in Father Christmas (EP) - 1997: Lucky Man and Other Hits - 2000: Extended Versions (The Encore Collection) - 2001: The Very Best of Emerson, Lake & Palmer - 2001: Fanfare for the Common Man (2 CDs) - 2002: Best of the Bootlegs | - 2002: Lucky Man - 2003: Gold - 2004: An Introduction to … Emerson, Lake & Palmer - 2008: Come and See the Show: The Best of Emerson Lake & Palmer - 2010: High Voltage (2 CDs) - 2011: The Essential Emerson Lake & Palmer (2 CDs) - 2011: Original Album Classics (Box mit 3 CDs) - 2011: From the Beginning: The Best of Emerson Lake & Palmer (2 CDs) - 2012: From the Beginning (Box mit 5 CDs) - 2013: The First Five: Picture Disc Collection (Box mit 5 Vinyl Picture Discs) |

### Remixalben
- 2003: Re-Works (Box mit 3 CDs)

## Singles
| Jahr | Titel Album                               | Höchstplatzierung, Gesamtwochen, AuszeichnungChartplatzierungen (Jahr, Titel, Album, Platzierungen, Wochen, Auszeichnungen, Anmerkungen) | Höchstplatzierung, Gesamtwochen, AuszeichnungChartplatzierungen (Jahr, Titel, Album, Platzierungen, Wochen, Auszeichnungen, Anmerkungen) | Höchstplatzierung, Gesamtwochen, AuszeichnungChartplatzierungen (Jahr, Titel, Album, Platzierungen, Wochen, Auszeichnungen, Anmerkungen) | Höchstplatzierung, Gesamtwochen, AuszeichnungChartplatzierungen (Jahr, Titel, Album, Platzierungen, Wochen, Auszeichnungen, Anmerkungen) | Höchstplatzierung, Gesamtwochen, AuszeichnungChartplatzierungen (Jahr, Titel, Album, Platzierungen, Wochen, Auszeichnungen, Anmerkungen) | Anmerkungen                                                                                       |
| Jahr | Titel Album                               | DE | AT | CH | UK | US | Anmerkungen                                                                                       |
| ---- | ----------------------------------------- | --- | --- | --- | --- | --- | ------------------------------------------------------------------------------------------------- |
| 1970 | Lucky Man Emerson, Lake & Palmer          | DE23 (14 Wo.)DE | — | — | — | US18 (19 Wo.)US | Erstveröffentlichung: Dezember 1970 Autor: Greg Lake                                              |
| 1972 | Nutrocker Pictures at an Exhibition       | — | — | — | — | US70 (6 Wo.)US | Erstveröffentlichung: 28. Februar 1972 Autor: Kim Fowley Original: B. Bumble & the Stingers, 1962 |
| 1972 | From the Beginning Trilogy                | — | — | — | — | US39 (11 Wo.)US | Erstveröffentlichung: Juli 1972 Autor: Greg Lake                                                  |
| 1977 | Fanfare for the Common Man Works Volume 1 | — | — | — | UK2 Silber · (14 Wo.)UK | — | Erstveröffentlichung: 27. Mai 1977 Autor und Original: Aaron Copland, 1942                        |

grau schraffiert: keine Chartdaten aus diesem Jahr verfügbar
Weitere Singles
- 1971: Stone of Years
- 1973: Jerusalem
- 1973: Brain Salad Surgery
- 1978: Tiger in a Spotlight
- 1978: All I Want Is You
- 1979: Canario (Fantasia para un gentilhombre)
- 1979: Peter Gunn (Instrumental)
- 1979: Peter Gunn (Live)
- 1992: Black Moon
- 1992: Affairs of the Heart
- 1993: I Believe in Father Christmas (UK: Silber)

## Videoalben
| Jahr | Titel                 | Höchstplatzierung, Gesamtwochen, AuszeichnungChartplatzierungen (Jahr, Titel, Platzierungen, Wochen, Auszeichnungen, Anmerkungen) | Höchstplatzierung, Gesamtwochen, AuszeichnungChartplatzierungen (Jahr, Titel, Platzierungen, Wochen, Auszeichnungen, Anmerkungen) | Höchstplatzierung, Gesamtwochen, AuszeichnungChartplatzierungen (Jahr, Titel, Platzierungen, Wochen, Auszeichnungen, Anmerkungen) | Höchstplatzierung, Gesamtwochen, AuszeichnungChartplatzierungen (Jahr, Titel, Platzierungen, Wochen, Auszeichnungen, Anmerkungen) | Höchstplatzierung, Gesamtwochen, AuszeichnungChartplatzierungen (Jahr, Titel, Platzierungen, Wochen, Auszeichnungen, Anmerkungen) | Anmerkungen |
| Jahr | Titel                 | DE | AT | CH | UK | US | Anmerkungen |
| ---- | --------------------- | --- | --- | --- | --- | --- | ----------- |
| 2004 | Live at Montreux 1997 | — | — | — | UK14 (9 Wo.)UK | — |             |

Weitere Videoalben
- 1990: Pictures at an Exhibition
- 1992: Welcome Back
- 1996: Live at the Royal Albert Hall
- 2003: Inside Emerson, Lake & Palmer 1970–1995: An Independant Critical Review
- 2004: Masters from the Vaults
- 2003: Works Orchestral Tour: Manticore Special
- 2005: Beyond the Beginning
- 2005: Music in Review
- 2007: The Definitive Critical Review
- 2011: Live in Concert: Italy 1993
- 2011: 40th Anniversary Reunion Concert: High Voltage Fest
- 2013: On a Knife Edge

## Statistik

### Chartauswertung
|                     | DE     | AT    | CH    | UK     | US     |
| ------------------- | ------ | ----- | ----- | ------ | ------ |
| Nummer-eins-Alben   | DE—DE  | AT—AT | CH—CH | UK1UK  | US—US  |
| Top-10-Alben        | DE6DE  | AT2AT | CH—CH | UK8UK  | US4US  |
| Alben in den Charts | DE11DE | AT4AT | CH1CH | UK10UK | US12US |

|                       | DE    | UK    | US    |
| --------------------- | ----- | ----- | ----- |
| Nummer-eins-Singles   | DE—DE | UK—UK | US—US |
| Top-10-Singles        | DE—DE | UK1UK | US—US |
| Singles in den Charts | DE1DE | UK1UK | US3US |

|                          | DE    | AT    | CH    | UK    | US    |
| ------------------------ | ----- | ----- | ----- | ----- | ----- |
| Nummer-eins-Videoalben   | DE—DE | AT—AT | CH—CH | UK—UK | US—US |
| Top-10-Videoalben        | DE—DE | AT—AT | CH—CH | UK—UK | US—US |
| Videoalben in den Charts | DE—DE | AT—AT | CH—CH | UK1UK | US—US |

### Auszeichnungen für Musikverkäufe
| Goldene Schallplatte - Kanada - 1977: für das Album Works Volume I - Spanien - 1982: für das Album The Best of Emerson, Lake & Palmer |

Anmerkung: Auszeichnungen in Ländern aus den Charttabellen bzw. Chartboxen sind in ebendiesen zu finden.
| Land/RegionAuszeichnungen für Musikverkäufe (Land/Region, Auszeichnungen, Verkäufe, Quellen) | Silber     | Gold       | Platin | Verkäufe  | Quellen         |
| -------------------------------------------------------------------------------------------- | ---------- | ---------- | ------ | --------- | --------------- |
| Kanada (MC)                                                                                  | —          | Gold1      | —      | 50.000    | musiccanada.com |
| Spanien (Promusicae)                                                                         | —          | Gold1      | —      | 50.000    | mediafire.com   |
| Vereinigte Staaten (RIAA)                                                                    | —          | 9× Gold9   | —      | 4.500.000 | riaa.com        |
| Vereinigtes Königreich (BPI)                                                                 | 4× Silber4 | 3× Gold3   | —      | 820.000   | bpi.co.uk       |
| Insgesamt                                                                                    | 4× Silber4 | 14× Gold14 | —      |           |                 |